# Јарослав Черни
Јарослав Черни (Сарајево, 1. март 1909 — Београд, 29. децембар 1950), хидротехнички инжењер и пионир послератне електрификације у Југославији.

## Биографија
Рођен 1. марта 1909. године у Сарајеву. Његов отац био је Чех и око 1890. године се доселио у Босну, где је као градски инжењер у радио у Сарајеву. Јарослав је основну школу и гимназију завршио у Сарајеву, а 1927. године је отишао на студије у Праг. Дипломирао је 1933. и вратио се у Сарајево, где се запослио у сарајевском водоводу.
У току окупације Југославије, 1942. године су га ухапсиле усташе и отерале у логор Јасеновац, где је остао до краја рата. После ослобођења земље, вратио се у Сарајево и радио у Хидротехничком одсеку Министарства грађевина Народне Републике Босне и Херцеговине. Године 1946. постао је руководилац хидротехничког пројектантског бироа у Сарајеву, где ради на пројектима многих важних хидротехничких објеката - хидроелектрана, водовода, мелиорација.
Године 1947. је премештен у Савезни Хидробиро, у Београд и ускоро постаје његов директор. Убрзо потом, долази до реорганизације Хидробироа и формира се „Хидроелектропројект“, велика централна организација за пројектовање хидроелектрана и истражне радове. „Хидроелектропројект“ је под руководством Јарослава Черног, пројектовао прве велике хидроелектране - Зворник, Маврово, Јабланица, Власина, Винодол и др.
После реорганизације електропривреде постаје генерални инжењер за пројектовање хидроелектрана Дирекције за електрификацију Савета за енергетику и екстрактивна индустрију и шеф експертске групе.
Умро је 29. децембра 1950. године у Београду и сахрањен је у Алеји народних хероја на Новом гробљу.
Добитник је више награда и признања, међу којима су Орден рада првог реда и награду Савезне владе за 1949. годину. Његово име носи Институт за водопривреду „Јарослав Черни“, као и улице у Београду и у Сарајеву.